# Tekken 5: Dark Resurrection
Tekken 5: Dark Resurrection (鉄拳 DARK RESURRECTION) es un videojuego de lucha desarrollado por Bandai Namco Entertainment. Fue lanzado en 2005 en Japón para arcade y en 2006 en Norteamérica, mismo año en que se lanzó una versión PlayStation Portable llamada Tekken: Dark Resurrection. El juego es una actualización de Tekken 5 y el séptimo título de la franquicia Tekken. En 2007 se editó como contenido descargable para PlayStation 3 a través del servicio en línea PlayStation Network.

## Historia
La historia sigue tras el final de King of Iron Fist Tournament 4, cuando Kazuya Mishima es derrotado por su padre, Heihachi Mishima, y es conducido al Templo Hon-Maru. Heihachi planea robar los genes diabólicos de Kazuya y su nieto, Jin Kazama. Sin embargo, Jin derrota a Heihachi y Kazuya y deja el lugar.
Poco después, varios robots Jack-4 programados para tomar la vida de Heihachi invaden el recinto. Kazuya inicialmente ayuda a luchar a Heihachi contra los robots, pero traiciona a Heihachi tan pronto nota que se está cansando. Kazuya escapa, dejando a Heihachi enfrentarse sólo a los Jack-4. Uno de los Jack-4 se autodestruye con una explosión dejando moribundo a Heihachi y reviviendo en el proceso a Jinpachi Mishima, padre de Heihachi.
Jinpachi asume el control de la Mishima Zaibatsu y unos meses más tarde, el quinto torneo King of Iron Fist Tournament es anunciado. Mientras tanto, Heihachi ha sobrevivido a la explosión y busca descubrir la razón de su atentado.

## Cambios con respecto aTekken 5
Todos los personajes han sido balanceados y algunos comandos de movimiento han sido actualizados. Los personajes no tienen que desbloquearse par poder seleccionarlos y sus colores por defecto han cambiado. Muchos personajes tienen animaciones nuevas antes y después de una batalla. Los tres personajes animales tienen una personalización expandida además de animaciones faciales más expresivas. Eddy Gordo es un personaje estándar, separado de Christie Monteiro, de manera similar, Armor King II es un personaje con su propio con movimientos diferentes a King II.
El juego tiene más de cuarenta escenarios están disponibles en total y la mayoría de los escenarios existentes de Tekken 5 han sido modificados.
Se tienen más elementos de personalización para cada personaje, Mokujin y Eddy Gordo pueden personalizarse por primera vez. Todos los elementos de Tekken 5 están presentes, así como nuevos elementos, entre ellos auras que cambian de color en función del rango del jugador con cada personaje. Todos los trajes adicionales de Tekken 5 están presentes y algunos han sido hechos personalizables.
Tekken 5: Dark Resurrection es el primer juego de la serie con un modo de juego en línea, que se incluyó al ser lanzado en la PlayStation Network del Playstation 3.

## Personajes
Personajes que regresan:
| - Jin Kazama - Ling Xiaoyu - Julia Chang - Nina Williams - Anna Williams - Christie Monteiro - Eddy Gordo - Lei Wulong - Heihachi Mishima | - Kazuya Mishima - Marshall Law - Paul Phoenix - Lee Chaolan - Yoshimitsu - Bryan Fury - Hwoarang - King II - Kuma II | - Panda - Mokujin - Baek Doo San - Wang Jinrei - Bruce Irvin - Ganryu - Steve Fox - Craig Marduk |

Personajes nuevos:
| - Armor King II - Asuka Kazama (aparece en la entrega original de Tekken 5) - Feng Wei (aparece en la entrega original de Tekken 5) - Raven (aparece en la entrega original de Tekken 5) | - Jack-5 (aparece en la entrega original de Tekken 5) - Roger Jr. (aparece en la entrega original de Tekken 5) - Devil Jin (aparece en la entrega original de Tekken 5) | - Lili De Rochefort - Sergei Dragunov - Jinpachi Mishima (jefe final, no disponible para seleccionar sin el uso de un dispositivo de trampas o en la versión descargable para PS3 de Tekken 5: Dark Resurrection.) |